# Dirk Wijnalda
Dirk Wijnalda (* 18. Juli 1973 in Boalsert) ist ein niederländischer Triathlet und Vize-Europameister auf der Triathlon-Langdistanz (2014).

## Werdegang
Dirk Wijnalda startet im Triathlon auf der Langdistanz.
Im September 2014 wurde er Vize-Europameister Triathlon Langdistanz und damit auch Staatsmeister auf der Langdistanz. 2015 wurde er Dritter bei der Europameisterschaft.
Im August 2018 wurde er als Zweiter im Ironman Maastricht-Limburg nationaler Meister auf der Triathlon-Langdistanz.
Seit 2008 ist er verheiratet mit Saskia Wijnalda te Velde und er lebt mit seiner Familie in Bunnik.

## Sportliche Erfolge
| Datum/Jahr    | Rang | Wettbewerb                                   | Austragungsort    | Zeit     | Bemerkung |
| ------------- | ---- | -------------------------------------------- | ----------------- | -------- | --------- |
| 12. Apr. 2015 | 20   | ETU Powerman Duathlon European Championships | Horst aan de Maas | 02:37:06 |           |
| 13. Apr. 2014 | 10   | ETU Powerman Duathlon European Championships | Horst aan de Maas | 02:49:42 |           |

| Datum/Jahr    | Rang | Wettbewerb                                                   | Austragungsort | Zeit     | Bemerkung                                                                                |
| ------------- | ---- | ------------------------------------------------------------ | -------------- | -------- | ---------------------------------------------------------------------------------------- |
| 5. Aug. 2018  | 2    | Ironman Maastricht-Limburg                                   | Maastricht     | 08:58:06 | nationaler Meister                                                                       |
| 10. Sep. 2016 | 2    | Challenge Almere-Amsterdam                                   | Almere         |          | Zweiter hinter Jan Raphael                                                               |
| 24. Juli 2016 | 3    | ETU Challenge Long Distance Triathlon European Championships | Posen          |          | Europameisterschaft auf der Langdistanz beim Challenge Poznań                            |
| 5. Juni 2016  | 1    | Challenge Venice                                             | Venedig        | 08:09:14 | Sieger bei der Erstaustragung auf der Langdistanz                                        |
| 4. Okt. 2015  | 7    | Ironman Barcelona                                            | Calella        | 08:14:51 |                                                                                          |
| 12. Sep. 2015 | 3    | NED Long Distance Triathlon National Championships           | Almere         | 08:25:39 |                                                                                          |
| 14. Sep. 2014 | 1    | NED Long Distance Triathlon National Championships           | Niederlande    | 08:33:09 | Staatsmeister – mit dem zweiten Rang im Rahmen der Europameisterschaft                   |
| 8. Sep. 2012  | 1    | Almere-Triathlon                                             | Almere         |          | erfolgreiche Titelverteidigung                                                           |
| 3. Aug. 2013  | 2    | Norseman Xtreme Triathlon                                    | Eidfjord       | 11:41:33 | Zweiter auf der Langdistanz                                                              |
| 27. Aug. 2011 | 1    | Almere-Triathlon                                             | Almere         |          | Sieger auf der Ironman-Distanz (3,8 km Schwimmen, 180 km Radfahren und 42,195 km Laufen) |
| 29. Aug. 2009 | 3    | Almere-Triathlon                                             | Almere         |          | Sieger auf der Ironman-Distanz (3,8 km Schwimmen, 180 km Radfahren und 42,195 km Laufen) |
| 24. Juni 2007 | 12   | Ironman Switzerland                                          | Zürich         | 09:04:38 |                                                                                          |

| Datum/Jahr    | Rang | Wettbewerb                                 | Austragungsort | Zeit     | Bemerkung                |
| ------------- | ---- | ------------------------------------------ | -------------- | -------- | ------------------------ |
| 16. Sep. 2023 | 7    | NED Cross Triathlon National Championships | Ameland        | 02:43:06 | hinter Wouter Dijkshoorn |

(DNF – Did Not Finish)